# Nannocharax luapulae
Nannocharax luapulae is een straalvinnige vissensoort uit de familie van de hoogrugzalmen (Distichodontidae). De wetenschappelijke naam van de soort is voor het eerst geldig gepubliceerd in 1915 door Boulenger.